# Première circonscription de Debresina
La première circonscription de Debresina est l'une des 135 circonscriptions législatives de l'État fédéré Amhara en Éthiopie. Elle se situe dans la Zone Sud Wollo et son représentant actuel est Mekete Nega Abera.